# Filmtheater Cinescope
Filmtheater Cinescope was een bioscoop in de Nederlandse stad Almere, behorend tot de Stichting Filmhuis Die Blechtrommel. Het filmtheater opende zijn deuren in de voormalige bioscoop Cinemare.
De bezoekersaantallen vallen tegen. De prognose was dat er in 2005 60.000 bezoekers zouden komen. Het werkelijk aantal bezoekers bedroeg in 2005 slechts 13.300 bezoekers. Op 7 mei 2009 is er faillissement aangevraagd en is het filmtheater definitief gesloten.